# لودویگ (دهانه)
لودویگ یک دهانه برخوردی در ماه‌ است.